# 鎌原正直
鎌原 正直（かんばら まさなお、1943年3月26日 - ）は、日本の経営者。三菱レイヨン(現在の三菱ケミカル)社長を務めた。

## 来歴・人物
長野県長野市出身。1965年に東京外国語大学を卒業し、同年に三菱レイヨンに入社。1997年6月に取締役に就任し、常務、専務を経て、2006年6月に社長に就任。2012年4月に取締役に就任し、2016年4月に相談役を退く。